# Římskokatolická farnost Trnava u Zlína
Římskokatolická farnost Trnava u Zlína je územní společenství římských katolíků s farním kostelem Navštívení Panny Marie v děkanátu Vizovice.

## Historie farnosti
V zakládací listině vizovického kláštera se hovoří o potoku Trnava; ves v té době ještě neexistovala. Vznikla pravděpodobně v první polovině 14. století.
Až do roku 1906 byla obec součástí farnosti Slušovice. V letech 1905–1906 byl na náklady obce vystavěn kostel, který byl vysvěcen v roce 1911, a postavena byla i farní budova.

## Duchovní správci
Prvním farářem se v roce 1912 stal R. D. Ondřej Bílek. Vlastního duchovního správce měla farnost souvisle až do roku 2005. Od té doby se střídají období, kdy byla farnost spravována excurrendo ze Slušovic a kdy měla vlastního faráře.
Přehled duchovních správců farnosti:
- R. D. Ondřej Bílek (1912–1914)
- R. D. Josef Morys (1914)
- R. D. Robert Urbančík (1914–1917)
- R. D. Gabriel Vlček (1917–1918)
- R. D. Josef Dorazil (1918–1922)
- R. D. Adolf Pírek (1922–1926)
- R. D. Robert Urbančík (1926–1940)
- R. D. Jan Kohoutek (1940–1943)
- R. D. Josef Šenkyřík (1943–1945)
- R. D. Josef Strakoš (1945–1955)
- Mons. Erich Pepřík (1955–1963)
- R. D. Jan Krist (1963–2005)
- R. D. Mgr. Emil Matušů, SDB (2005–2016, administrátor excurrendo)
- R. D. Mariusz Sienkowski (2016–2019, farář)
- R. D. Josef Kuchař (2019–2021, administrátor excurrendo)
- R. D. Josef Kuchař (2021–2025, farář)
- R. D. Pavel Hödl, Ph.D. (2025–současnost, administrátor excurrendo)

R. D. Jan Krist, který ve farnosti působil více než 40 let, zde vypomáhal i po svém odchodu do důchodu až do své smrti v roce 2015. R. D. Josef Kuchař byl penzionován v roce 2025 a nadále ve farnosti vypomáhá.

## Aktivity ve farnosti
Farnost se pravidelně účastní projektu Tříkrálová sbírka. V roce 2025 se na území farnosti vybralo celkem 96 078 Kč.
Ve farnosti se každoročně koná farní den.
V říjnu 2021 ve farnosti uděloval svátost biřmování olomoucký arcibiskup Mons. Josef Nuzík.